# Happy (패럴 윌리엄스의 노래)
〈Happy〉는 미국의 프로듀서이자 가수 퍼렐 윌리엄스의 노래로, 《슈퍼배드 2》 사운드트랙에도 실렸다. 또한 퍼렐의 두 번째 정규 음반 《G I R L》의 리드 싱글이기도 하다. 퍼렐은 노래의 송라이터, 프로듀서 모두 맡았다. 〈Happy〉는 세계적으로 상업적 성과를 거두고 있는데, 빌보드 핫 100을 포함해 19개 국가에서 1위를 했다.

## 인증
| 국가 | 인증            | 판매량/출하량 |
| --- | --------------- | ------------- |
| 오스트레일리아 (ARIA) | 11× 플래티넘    | 770,000       |
| 오스트리아 (IFPI 오스트리아)                                                                                               | 골드            | 15,000*       |
| 벨기에 (BEA) | 4× 플래티넘     | 80,000        |
| 캐나다 (뮤직 캐나다) | 다이아몬드      | 800,000       |
| 덴마크 (IFPI Danmark) | 플래티넘        | 30,000^       |
| 프랑스 (SNEP) | 다이아몬드      | 335,000       |
| 독일 (BVMI) | 3× 플래티넘     | 900,000       |
| 이탈리아 (FIMI) | 6× 플래티넘     | 180,000*      |
| 일본 (RIAJ) | 2× 플래티넘     | 500,000*      |
| 멕시코 (AMPROFON) | 다이아몬드+골드 | 330,000       |
| 뉴질랜드 (RMNZ) | 6× 플래티넘     | 90,000*       |
| 노르웨이 (IFPI 노르웨이)                                                                                                   | 3× 플래티넘     | 30,000*       |
| 스페인 (PROMUSICAE) | 4× 플래티넘     | 160,000       |
| 스웨덴 (GLF) | 4× 플래티넘     | 160,000       |
| 스위스 (IFPI 스위스) | 3× 플래티넘     | 90,000^       |
| 영국 (BPI) | 5× 플래티넘     | 1,922,000     |
| 미국 (RIAA) | 11× 플래티넘    | 7,688,000     |
| 스트리밍 |                 |               |
| 덴마크 (IFPI Danmark) | 4× 플래티넘     | 10,400,000    |
| 스페인 (PROMUSICAE) | 2× 플래티넘     | 16,000,000    |
| *판매량을 기반으로 한 인증 · ^출하량을 기반으로 한 인증 · 판매량+스트리밍을 기반으로 한 인증 · 스트리밍을 기반으로 한 인증 |                 |               |